# Waldemar Zboralski
Waldemar Zboralski (n. 4 iunie 1960, Nowa Sól) este un  politician și jurnalist polonez, care apără drepturile homosexualilor.

## Viața privată
Zboralski s-a născut în Nowa Sól unde a crescut și a absolvit liceul.
A devenit victimă a Operațiunii Hyacinth organizată de miliția poloneză. Scopul acestei operațiuni era de a crea o bază de date a homosexualilor și a tuturor persoanelor ce intrau în contact cu aceștia.

## Activism pentru drepturile omului
Zboralski a ajuns în Varșovia în 1986 unde a trăit 2 ani - din ianuarie 1986 pana in Aprilie 1988 - unde a fost un membru activ și organizator al Warsaw Gay Movement. În martie 1988, Zboralski și un grup de 15 persoane, cu Slawomir Starosta și Krzysztof Garwatowski, a completat o cerere de înregistrare în organizația Warsaw Gay Movement. Cererea a fost respinsă din cauza intervenției generalului Kiszczak, Ministrul Afacerilor Interne, din motive declarate de moralitate publică.
Zboralski a fost declarat de către Radio Europa Liberă ca membru al "Mișcării independente în Europa de Est" pentru prima dată pe 17 noiembrie 1988.